# Смешанная парная сборная Пуэрто-Рико по кёрлингу
Смешанная парная сборная Пуэрто-Рико по кёрлингу — смешанная национальная сборная команда (составленная из одного мужчины и одной женщины), представляет Пуэрто-Рико на международных соревнованиях по кёрлингу. Управляющей организацией выступает Федерация кёрлинга Пуэрто-Рико (англ. Puerto Rican Curling Federation).

## Результаты выступлений

### Квалификационные турниры кчемпионатам мира
| Год       | Место | Игры | Победы | Поражения | Состав (женщина, мужчина, тренер)                 |
| --------- | ----- | ---- | ------ | --------- | ------------------------------------------------- |
| 2024/2025 | 29    | 7    | 0      | 7         | Rachel Conley, José Sepúlveda, Dean Roth (тренер) |